# Richard Abegg
Richard Abegg (ur. 9 stycznia 1869 w Gdańsku, zginął w katastrofie 3 kwietnia 1910 w Cieszynie koło Koszalina) – niemiecki fizykochemik.

## Życiorys
Był synem Wilhelma (1834–1913), dyrektora Deutsche Hypothekenbank w Berlinie, i Margarete z d. Friedenthal (1848–1919), pochodzącej z rodziny wrocławskich bankierów. Jego bratem był Wilhelm Abegg (1876–1951), prawnik i szef policji berlińskiej, a dziadkiem Julius Friedrich Heinrich Abegg (1796–1869), wrocławski prawnik.
Studiował chemię w Kilonii, Tybindze i Berlinie. W 1891 r. uzyskał dyplom pod kierunkiem Augusta Wilhelma v. Hofmanna. Na początku kariery naukowej zajmował się chemią organiczną, ale zafascynowany był rozwojem chemii fizycznej, w związku z czym w 1894 r. przeniósł się do Getyngi, by tam zostać asystentem Walthera Hermanna Nernsta. W 1899 Abegg został profesorem we Wrocławiu. W 1910 r., gdy miał objąć stanowisko dyrektora Instytutu Fizykochemicznego, zginął w katastrofie balonu „Schlesien” w miejscowości Cieszyn koło Koszalina.
Znany jest m.in. dzięki regule oktetu Abegga o wartościowości i przeciwwartościowości. Abegg zauważył, że różnica wartości bezwzględnych maksymalnej dodatniej i maksymalnie ujemnej wartościowości danego pierwiastka wynosi często osiem.

## Wybrane publikacje
- Die Elektroaffinität (Powinowactwo elektronowe), 1899